# Симпсон, Фицрой
Фицрой Симпсон (англ. Fitzroy Simpson; 26 февраля 1970, Брадфорд-он-Эйвон, Англия) — ямайский футболист, играл на позиции флангового полузащитника.
Выступал, в частности, за клуб «Манчестер Сити», а также национальную сборную Ямайки.

## Клубная карьера
Во взрослом футболе дебютировал в 1988 году выступлениями за команду клуба «Суиндон Таун», в котором провел четыре сезона, приняв участие в 105 матчах чемпионата.
Своей игрой за эту команду привлек внимание представителей тренерского штаба клуба «Манчестер Сити», к составу которого присоединился в 1992 году. Сыграл за команду из Манчестера следующие три сезона игровой карьеры. Большинство времени, проведенного в составе «Манчестер Сити», был основным игроком команды.
Впоследствии с 1994 по 2007 год играл в составе команд клубов «Бристоль Сити», «Портсмут», «Харт оф Мидлотиан», «Уолсолл», «Телфорд Юнайтед», «Линфилд» и «Хавант энд Уотерлувилл».
Завершил профессиональную игровую карьеру в клубе «Истли», за команду которого выступал в течение 2007—2008 годов.

## Выступления за сборную
В 1997 году дебютировал в официальных матчах в составе национальной сборной Ямайки. В течение карьеры в национальной команде, которая длилась семь лет, провёл в форме главной команды страны 36 матчей, забив два гола.
В составе сборной был участником розыгрыша Золотого кубка КОНКАКАФ 1998 года в США, чемпионата мира 1998 года во Франции.